# Bonanza (Santa Luzia)
Bonanza é um bairro da cidade de Santa Luzia, em Minas Gerais.
O Bairro conta com logradouros temáticos, as ruas do bairro possuem nomes de estados do Brasil como, rua Rio Grande do Sul, rua Espírito Santo, rua Paraíba e outros.